# Aeroportul Angoche
Aeroportul Angoche (IATA: ANO, ICAO: FQAG) este un aeroport din Mozambic ce deservește zona Angoche. A fost numit după zona deservită.
Situat la o altitudine de 36 m, aeroportul dispune de o singură pistă.